# Roland Weissinger
Roland Weissinger (* 1951) ist ein ehemaliger deutscher Radrennfahrer und nationaler Meister im Radsport.

## Sportliche Laufbahn
Weissinger war Rennradfahrer auf Bahn und Straße, zunächst beim RV Stuttgardia. Von 1972 bis 1974 gewann er mit dem Vierer des Vereins Stuttgarter SC, später der RSG Böblingen immer eine Medaille in der Mannschaftsverfolgung bei den deutschen Meisterschaften. 1975 war er Teilnehmer im Mannschaftszeitfahren bei den Straßenradsport-Weltmeisterschaften in Montreal mit Gregor Braun, Hans Peter Jakst und Hermann Jungbluth. 1976 und 1980 gewann er den Titel in der Mannschaftsverfolgung. 1980 wurde er zudem deutscher Meister im Zweier-Mannschaftsfahren mit Knut Binting als Partner. Bis 1982 gewann er weitere Medaillen bei nationalen Titelkämpfen. Nach seiner Laufbahn als Leistungssportler fuhr er weiterhin Senioren-Rennen für den Verein RSC Schönaich.

## Familiäres
Er ist der Vater des Radrennfahrers René Weissinger.